# La Couture-Boussey
La Couture-Boussey est une commune française située dans le département de l'Eure en région Normandie. Celle-ci est notamment connue pour abriter un musée des Instruments à vent.

## Géographie

### Localisation
La Couture-Boussey est située au milieu d'un triangle constitué par Évreux (Eure), Dreux (Eure-et-Loir) et Mantes-la-Jolie (Yvelines). Elle est proche de la gare de Bueil. La commune occupe une part du plateau dominant la rive gauche de la rivière de l'Eure et est entourée par de grandes cultures et adossée à un boisement.
| Illiers-l'Évêque            | Serez              | Épieds                    |
| Mousseaux-Neuville Mouettes | La Couture-Boussey | Neuilly Garennes-sur-Eure |
|                             | Ezy-sur-Eure       | Ivry-la-Bataille          |

### Hydrographie
La commune est située dans le bassin Seine-Normandie. Elle n'est drainée par aucun cours d'eau,.

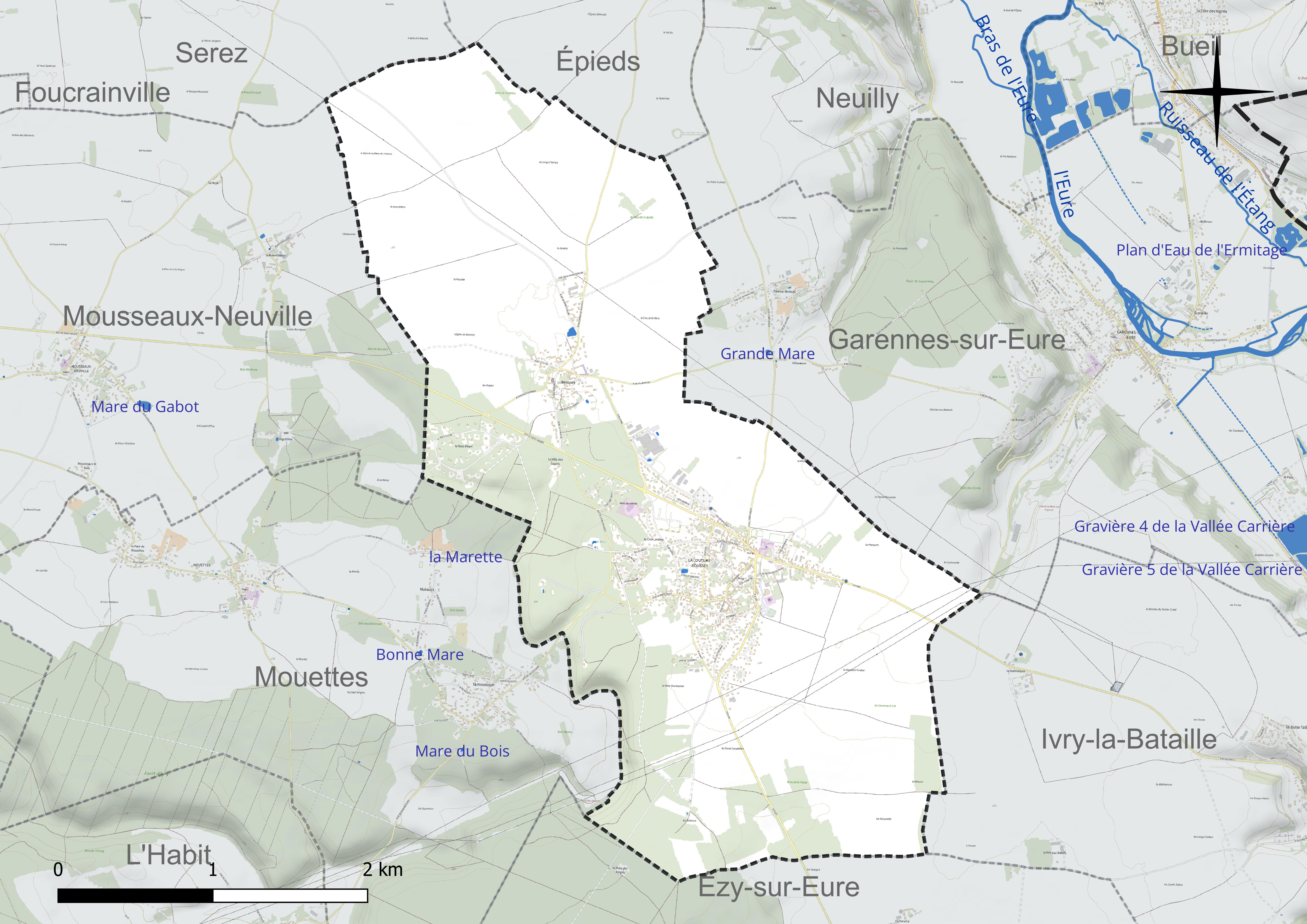
Réseau hydrographique de la Couture-Boussey.

### Climat
Pour des articles plus généraux, voir Climat de la Normandie et Climat de l'Eure.
En 2010, le climat de la commune est de type climat océanique dégradé des plaines du Centre et du Nord, selon une étude du CNRS s'appuyant sur une série de données couvrant la période 1971-2000. En 2020, Météo-France publie une typologie des climats de la France métropolitaine dans laquelle la commune est exposée à un climat océanique et est dans la région climatique  Sud-ouest du bassin Parisien, caractérisée par une faible pluviométrie, notamment au printemps (120 à 150 mm) et un hiver froid (3,5 °C). Parallèlement le GIEC normand, un groupe régional d’experts sur le climat, différencie quant à lui, dans une étude de 2020, trois grands types de climats pour la région Normandie, nuancés à une échelle plus fine par les facteurs géographiques locaux. La commune est, selon ce zonage, exposée à un « climat des plateaux abrités », correspondant aux plaines agricoles de l’Eure, avec une pluviométrie beaucoup plus faible que dans la plaine de Caen en raison du double effet d’abri provoqué par les collines du Bocage normand et par celles qui s’étendent sur un axe du Pays d'Auge au Perche.
Pour la période 1971-2000, la température annuelle moyenne est de 10,4 °C, avec  une amplitude thermique annuelle de 14,3 °C. Le cumul annuel moyen de précipitations est de 634 mm, avec 10,5 jours de précipitations en janvier et 7,9 jours en juillet. Pour la période 1991-2020, la température moyenne annuelle observée sur la station météorologique la plus proche, située sur la commune de Bû à 13 km à vol d'oiseau, est de 11,4 °C et le cumul annuel moyen de précipitations est de 633,2 mm,. Pour l'avenir, les paramètres climatiques de la commune estimés pour 2050 selon différents scénarios d’émission de gaz à effet de serre sont consultables sur un site dédié publié par Météo-France en novembre 2022.

## Urbanisme

### Typologie
Au 1er janvier 2024, La Couture-Boussey est catégorisée bourg rural, selon la nouvelle grille communale de densité à 7 niveaux définie par l'Insee en 2022.
Elle appartient à l'unité urbaine de La Couture-Boussey, une unité urbaine monocommunale constituant une ville isolée,. Par ailleurs la commune fait partie de l'aire d'attraction de Paris, dont elle est une commune de la couronne,. 

### Occupation des sols
L'occupation des sols de la commune, telle qu'elle ressort de la base de données européenne d’occupation biophysique des sols Corine Land Cover (CLC), est marquée par l'importance des territoires agricoles (63,7 % en 2018), en diminution par rapport à 1990 (67,4 %). La répartition détaillée en 2018 est la suivante : 
terres arables (63,7 %), forêts (20,6 %), zones urbanisées (15,7 %). L'évolution de l’occupation des sols de la commune et de ses infrastructures peut être observée sur les différentes représentations cartographiques du territoire : la carte de Cassini (XVIIIe siècle), la carte d'état-major (1820-1866) et les cartes ou photos aériennes de l'IGN pour la période actuelle (1950 à aujourd'hui).

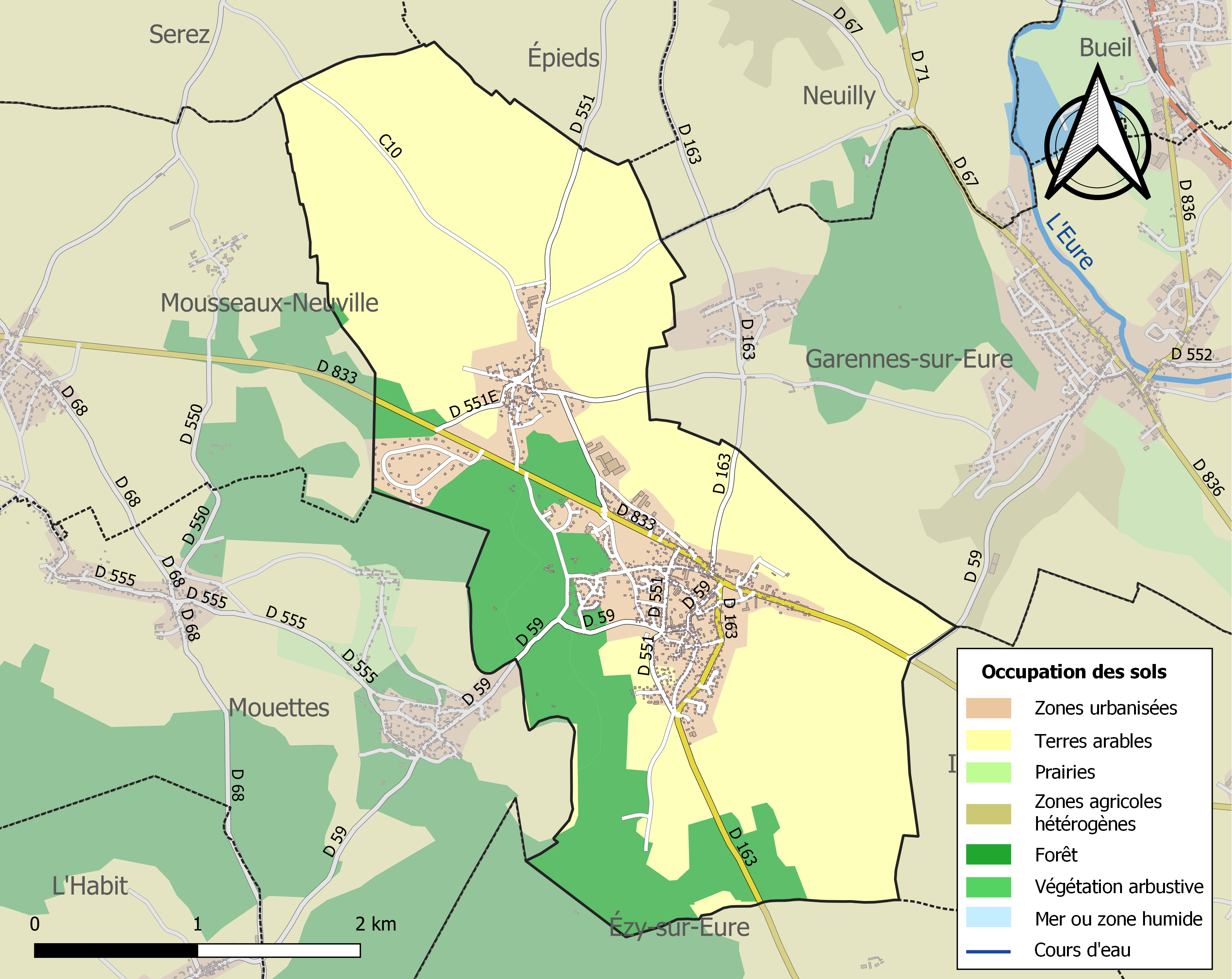
Carte des infrastructures et de l'occupation des sols de la commune en 2018 (CLC).

## Toponymie
La Couture est attesté sous les formes La Couture en 1793, La Couture-Boussey en 1844.

La Couture, du latin cultura (« champ cultivé »).
Boussey est attesté sous les formes Bocé (cartulaire du chapitre d’Évreux), Boucé au XIIe siècle (titre de l’abbaye d’Ivry), Boucey en 1280 (cart. normands), Bouceium en 1420, Boussi en 1456 (aveu, archives nationales), Boucé en 1590 (reg. des baptêmes de Saint-Martin d’Ivry), Boucey en 1753 (La Roque).

Du nom d'homme latin Buccius  et suffixe -acum

### Héraldique
|  | Les armes de la ville se blasonnent ainsi : taillé : au 1) de gueules aux deux léopards d’or armés et lampassés d’azur l’un sur l’autre, au 2) d’azur à la lyre d’or ; à la barre d’or chargée d’une clarinette de sable aux clés d’argent brochant sur la partition. Les deux léopards d'or des armoiries de La Couture-Boussey rappellent les armoiries de la Normandie. |

## Histoire

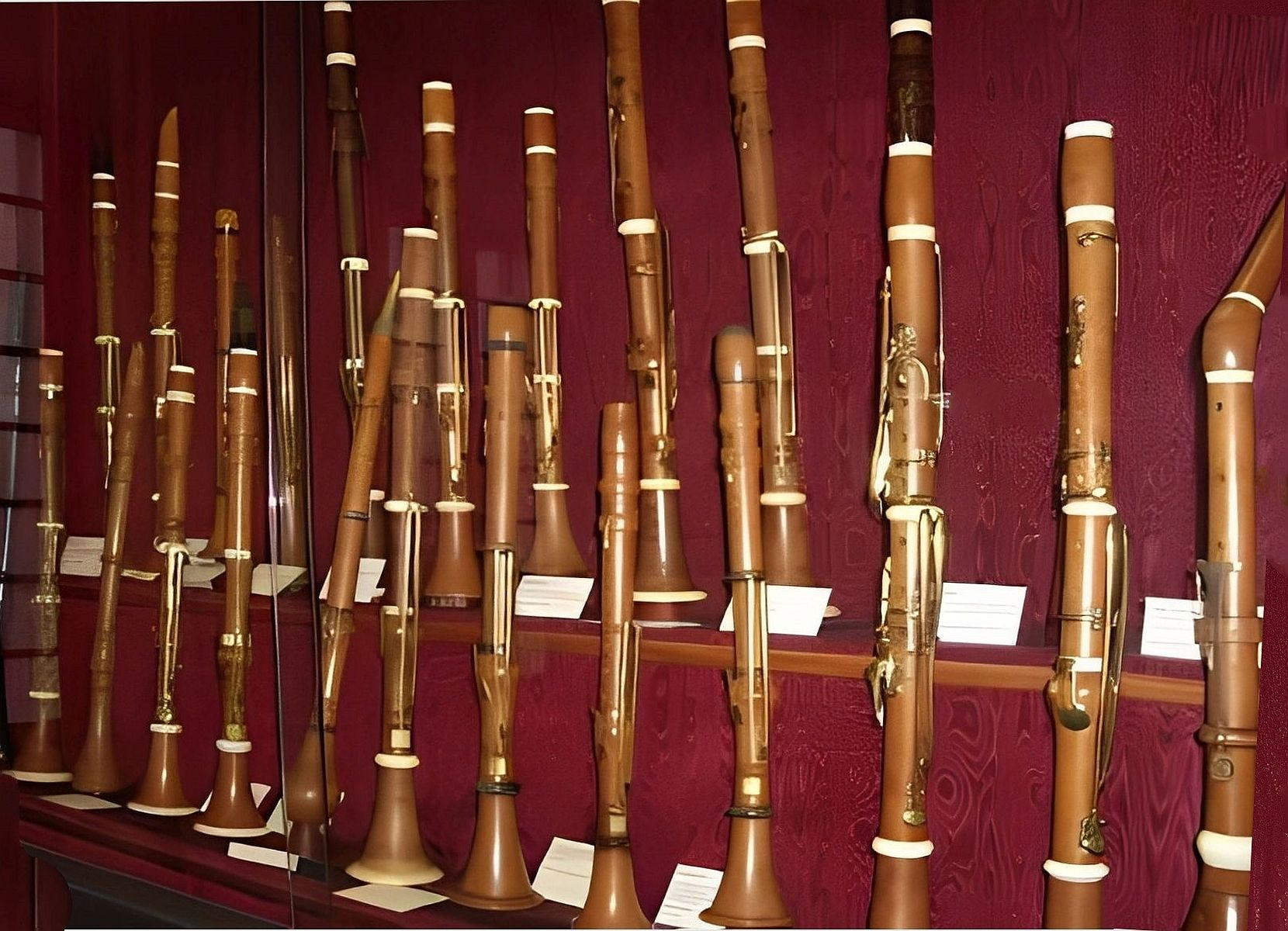
Instruments à vent au musée.

La commune de La Couture-Boussey est issue de la fusion, le 25 mai 1844, des communes de La Couture et de Boussey.
La Couture possède une longue tradition de fabrication d'instruments à vent depuis le XVIIe siècle.
Autour du 24 Août 1944 pendant la libération, un poste de commandement Allemand était installé dans l'église Notre-Dame.

## Politique et administration

### Liste des maires
| Période                                  | Période  | Identité         | Étiquette | Qualité                                     |
| ---------------------------------------- | -------- | ---------------- | --------- | ------------------------------------------- |
| 1971                                     | 1994     | Robert Poilvert  |           |                                             |
| 1994                                     | 2008     | Bernard Groulier | PS        |                                             |
| mars 2008                                | En cours | Sylvain Boreggio | UMP-LR    | Cadre, conseiller départemental depuis 2021 |
| Les données manquantes sont à compléter. |          |                  |           |                                             |

## Démographie
L'évolution du nombre d'habitants est connue à travers les recensements de la population effectués dans la commune depuis 1793. Pour les communes de moins de 10 000 habitants, une enquête de recensement portant sur toute la population est réalisée tous les cinq ans, les populations de référence des années intermédiaires étant quant à elles estimées par interpolation ou extrapolation. Pour la commune, le premier recensement exhaustif entrant dans le cadre du nouveau dispositif a été réalisé en 2008.

En 2022, la commune comptait 2 301 habitants, en évolution de −0,9 % par rapport à 2016 (Eure : −0,25 %, France hors Mayotte : +2,11 %).
| 1793 | 1800 | 1806 | 1821 | 1831 | 1836 | 1841 | 1846 | 1851 |
| ---- | ---- | ---- | ---- | ---- | ---- | ---- | ---- | ---- |
| 289  | 304  | 353  | 360  | 396  | 413  | 450  | 642  | 656  |

| 1856 | 1861 | 1866 | 1872 | 1876 | 1881 | 1886 | 1891 | 1896 |
| ---- | ---- | ---- | ---- | ---- | ---- | ---- | ---- | ---- |
| 665  | 665  | 671  | 656  | 676  | 711  | 779  | 752  | 746  |

| 1901 | 1906 | 1911 | 1921 | 1926 | 1931 | 1936 | 1946 | 1954 |
| ---- | ---- | ---- | ---- | ---- | ---- | ---- | ---- | ---- |
| 748  | 763  | 784  | 756  | 802  | 809  | 717  | 666  | 745  |

| 1962 | 1968 | 1975 | 1982  | 1990  | 1999  | 2006  | 2008  | 2013  |
| ---- | ---- | ---- | ----- | ----- | ----- | ----- | ----- | ----- |
| 880  | 907  | 966  | 1 533 | 1 724 | 1 957 | 2 159 | 2 216 | 2 300 |

| 2018  | 2022  | - | - | - | - | - | - | - |
| ----- | ----- | - | - | - | - | - | - | - |
| 2 305 | 2 301 | - | - | - | - | - | - | - |

## Culture locale et patrimoine

### Lieux et monuments
La Couture-Boussey possède un remarquable musée des instruments à vent, créé en 1888 par le syndicat d’ouvriers “finisseurs en instruments de musique” pour promouvoir leur savoir-faire, qui renferme quelques pièces rares et intéressantes : des cors anglais, des hautbois de toutes tailles, des clarinettes, et bon nombre de flûtes traversières ou à bec. Un portrait du compositeur du XVIIIe siècle, flûtiste Jacques Martin Hotteterre, originaire de La Couture-Boussey se retrouve sur la façade du château d'eau à l'entrée de la ville.
L'abondance locale de forêts de buis, un bois dur et très dense qui permet une circulation fluide de l'air dans l'instrument, a été un facteur déclenchant de cette activité, ce bois était déjà travaillé sur place pour la fabrication des robinets des tonneaux. Depuis le début du XXe siècle, ce sont des bois exotiques qui ont remplacé le buis, dont la croissance très lente ne permet plus d'assurer suffisamment de matière première.
L'apogée de la facture instrumentale dans le bassin couturiot est atteinte au XIXe siècle. Dans les années 1950, la moitié de la population travaille dans ce secteur. Dans les années 1980-2000, en raison d'un outil industriel vieillissant et de la mondialisation, les entreprises ferment massivement, notamment la maison Leblanc fondée en 1750.
Il existe encore à La Couture-Boussey, une entreprise d'instruments à vent, et deux entreprises d'accessoires, à Ezy-sur-Eure, lesquelles emploient une centaine de personnes. Les célèbres hautbois "Marigaux", utilisés par des orchestres du monde entier, sont toujours fabriqués à la Couture-Boussey.

### Personnalités liées à la commune
- Clair II Godfroy aîné (1773-1841),  celèbre facteur de flûtes traversières originaire de la Couture, appartenant à la famille Godfroy, tourneurs et facteurs d'instruments très présents dans la région.
- Georges Leblanc (1872-1965)  fonde la maison Leblanc (1890-2012) et rachète en 1904 la maison Noblet créée en 1750. Léon Leblanc (1900-2000)[24], premier prix de clarinette du conservatoire de Paris, développe l'affaire qui fera rayonner La Couture-Boussey dans le monde entier pour la qualité de sa gamme de clarinettes et leurs nombreuses innovations brevetées avec l'acousticien Charles Houvenaghel .
- André Saint-Clivier[25] (8 mai 1913 - 5 mars 2013), mandoliniste du XXe siècle. Né à Paris, André Sainclivier suit d'abord des études de violon puis se consacre à partir de 1928 à l'étude de la guitare.
D'abord soliste dans différents orchestres (PTT, SNCF…), il obtient par concours en 1967 le poste de soliste mandoliniste dans l'orchestre de l'ORTF. Parallèlement, il joue dans l'ensemble de musique contemporaine dirigé par Pierre Boulez et jusqu'en 1984, il joue aussi au sein de l'Opéra de Paris. En 1983, il ouvre la classe de mandoline à la Schola Cantorum de Paris.
Par ailleurs, il participe à partir de 1970 à une recherche fondamentale sur les sons de la mandoline avec l'IRCAM. Et en 1992-1993, il fait une tournée de conférences aux USA, au Canada et au Japon.
Pour toutes ses actions en faveur de la musique, il a été nommé[réf. nécessaire] chevalier de l'ordre national du Mérite.
- Isabelle Bacon (née en 1972) championne de ju-jitsu, qui, après sa carrière internationale, s'investit désormais beaucoup pour sa commune ainsi que dans le développement des sports, chez les plus jeunes comme chez les plus âgés.
- Sandra Kobanovitch (née en 1993) réalisatrice, scénariste et photographe, elle passe son enfance et adolescence dans la commune[26].
- Fanny Beldame 2ème dauphine Miss 15/17 Normandie

### Cartes
1. ↑  « Réseau hydrographique de la Couture-Boussey » sur Géoportail (consulté le 14 avril 2025).
2. ↑  IGN, « Évolution comparée de l'occupation des sols de la commune sur cartes anciennes », sur remonterletemps.ign.fr (consulté le 15 juillet 2023).